# Buzînove, Berezivka
Buzînove (în ucraineană Бузинове) este un sat în comuna Ivanivka din raionul Berezivka, regiunea Odesa, Ucraina.

## Demografie
Componența lingvistică a localității Buzînove
     Ucraineană (93,78%)
     Rusă (3,99%)
     Bulgară (1,02%)
     Alte limbi (1,02%)
Conform recensământului din 2001, majoritatea populației localității Buzînove era vorbitoare de ucraineană (93,78%), existând în minoritate și vorbitori de rusă (3,99%) și bulgară (1,02%).